# دفنة ثلاثية الأقسام
دفنة ثلاثية الأقسام (الاسم العلمي:Daphne tripartita) هي نوع من النباتات تتبع جنس الدفنة من الفصيلة المثنانية.